# Крылья Советов-3
«Крылья Советов-III» — российский футбольный клуб из Москвы.
«Крылья Советов-III» являлась третьей командой в клубе «Крылья Советов» (Москва).
В 1951 году команда вышла в финал Кубка Москвы, а в 1955 году выиграла кубок, за что получила право участвовать в Кубке СССР 1955 года.
За удачные выступления в чемпионате Москвы команда была допущена к выступлению в классе «Б».
В 1968 году команда распущена: часть игроков перешла в главную команду, а часть в «Союз» (Москва).

## Достижения
Чемпионат СССР по футболу (класс «Б»)
- победитель зонального этапа: 1968

Чемпионат Москвы по футболу
- Серебряный призёр: 1967
- Бронзовый призёр (2): 1966, 1968

Кубок Москвы по футболу
- Победитель (2): 1955, 1963
- Финалист: 1951

## Выступления в первенствах
| Год  | Класс     | Зона         | Место | И  | В | Н | П | РМ    |
| ---- | --------- | ------------ | ----- | -- | - | - | - | ----- |
| 1967 | класс «Б» | 7 зона РСФСР | 6     | 22 | 8 | 7 | 7 | 28—19 |
| 1968 | класс «Б» | 7 зона РСФСР | 1     | 15 | 9 | 5 | 1 | 24—10 |
| 1968 | класс «Б» | Полуфинал V  | 3     | 35 | 1 | 0 | 2 | 4—8   |

## Главные тренеры
- 1964—1967 — Тимаков, Олег Михайлович
- 1968 — Гринин, Алексей Григорьевич